# ژوزف گیه‌مو
ژوزف گیه‌مو (فرانسوی: Joseph Guillemot‎; ۱ اکتبر ۱۸۹۹ – ۹ مارس ۱۹۷۵) ورزشکار دو و میدانی اهل فرانسه بود.
از افتخارات وی می‌توان به کسب مدال طلا دو ۵۰۰۰ متر و مدال نقره دو ۱۰٬۰۰۰ متر در بازی‌های المپیک تابستانی ۱۹۲۰ اشاره کرد.